# Leptogaster apicalis
Leptogaster apicalis är en tvåvingeart som beskrevs av Günther Enderlein 1914. Leptogaster apicalis ingår i släktet Leptogaster och familjen rovflugor.
Artens utbredningsområde är Ecuador. Inga underarter finns listade i Catalogue of Life.